# Kangra (Distrikt)
Der Distrikt Kangra (Hindi: काँगड़ा जिला) ist ein Distrikt des indischen Bundesstaats Himachal Pradesh. Sitz der Distriktverwaltung ist Dharmshala, seinen Namen trägt der Distrikt nach der Stadt Kangra.

## Geografie

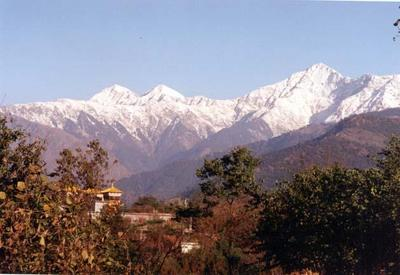
Blick auf Teile des Himalayas in Kangra

Der Distrikt Kangra liegt im westlichen Himachal Pradesh an den Ausläufern des Himalayas und ist vom Dhauladhar-Gebirge flankiert. Nachbardistrikte sind Chamba im Norden, an Kullu im Osten, Mandi im Südosten sowie Hamirpur und Una im Süden. Im Südwesten grenzt der Distrikt Kangra an den Bundesstaat Punjab und im Nordwesten an Jammu und Kashmir. Die Fläche des Distrikts Kangra beträgt 5739 Quadratkilometer.
Das Terrain ist hügelig. Neben Getreideanbau und Viehzucht dominiert der Teeanbau.

## Verwaltungsgliederung
Der Distrikt ist in 8 Sub-Divisionen (Kangra, Palampur, Dharamshala, Nurpur, Dehra Gopipur, Baijnath, Jwali und Jaisinghpur), 16 Tehsils (Nurpur, Nagrota, Indora, Jwali, Kangra, Palampur, Badoh, Kasba Kotla, Jaswan, Dehra Gopipur, Khundiyan, Jaisinghpur, Baijnath, Fatehpur, Dharamshala und Shahpur) und 8 Sub-Tehsils (Harchakkian, Dhira, Rakkad, Thural, Nagrota Surian, Kotla, Gangath und Multhan) gegliedert.

## Bevölkerung
Nach der Volkszählung 2011 hat der Distrikt Kangra 1.510.075 Einwohner. Damit ist er der bevölkerungsreichste Distrikt Himachal Pradeshs. Die Bevölkerungsdichte liegt mit 263 Einwohnern pro Quadratkilometer über dem Durchschnitt des Bundesstaates. Im Distrikt Kangra lebt unter anderem das indigene Volk der Kangri. Der Großteil der Bevölkerung ist hinduistischen Glaubens, wobei der Anteil der Buddhisten durch die Zuwanderung von Tibetern stetig steigt.

## Wirtschaft
Der hauptsächliche Wirtschaftszweig ist die Landwirtschaft (Feld- und Viehwirtschaft). Auch wird hier der Kangra-Tee angebaut.
Noch heute bedeutend sind die Gaddis, die traditionellen Wanderhirten aus dem Kangra-Distrikt, die ihre Schaf- und Ziegenherden alljährlich über die hohen Himalaya-Pässe auf die Sommerweiden in Lahaul und in Grenzgebiet Zanskar/Spiti/Ladakh treiben, während ihre Frauen weiter die Felder zu Hause bewirtschaften.